# 77e cérémonie des Oscars
La 77e cérémonie des Oscars du cinéma, récompensant les films sortis en 2004 et les professionnels s'étant distingués cette année-là, s'est tenue le 27 février 2005 à Los Angeles, au théâtre Kodak de Hollywood. Chris Rock assura l'animation de la soirée.

## Palmarès
Les lauréats sont indiqués ci-dessous en premier de chaque catégorie et en gras.

### Meilleur film
L'Oscar est décerné aux producteurs.
- Million Dollar Baby — Clint Eastwood, Albert S. Ruddy et Tom Rosenberg
  - Aviator — Graham King et Michael Mann
  - Neverland — Richard N. Gladstein et Nellie Bellflower, réalisé par Marc Forster
  - Ray — Taylor Hackford, Stuart Benjamin et Howard Baldwin
  - Sideways — Michael London

### Meilleur réalisateur
- Million Dollar Baby - Clint Eastwood
  - Aviator - Martin Scorsese
  - Ray - Taylor Hackford
  - Sideways - Alexander Payne
  - Vera Drake - Mike Leigh

### Meilleur acteur
- Jamie Foxx pour le rôle de Ray Charles dans Ray
  - Don Cheadle pour le rôle Paul Rusesabagina dans Hôtel Rwanda
  - Johnny Depp pour le rôle de J. M. Barrie dans Neverland
  - Leonardo DiCaprio pour le rôle de Howard Hughes dans Aviator
  - Clint Eastwood pour le rôle de Frankie Dunn dans Million Dollar Baby

### Meilleure actrice
- Hilary Swank pour le rôle de Maggie Fitzgerald dans Million Dollar Baby
  - Annette Bening pour le rôle de Julia Lambert dans Adorable Julia
  - Catalina Sandino Moreno pour le rôle de Maria Alvarez dans Maria, pleine de grâce
  - Imelda Staunton pour le rôle de Vera Drake dans Vera Drake
  - Kate Winslet pour le rôle de Clementine Kruczynski dans Eternal Sunshine of the Spotless Mind

### Meilleur acteur dans un second rôle
- Morgan Freeman pour le rôle de Eddie « Scrap-Iron » Dupris dans Million Dollar Baby
  - Alan Alda pour le rôle du sénateur Ralph Owen Brewster dans Aviator
  - Thomas Haden Church pour le rôle de Jack dans Sideways
  - Jamie Foxx pour le rôle de Max Durocher dans Collatéral
  - Clive Owen pour le rôle de Larry dans Closer, entre adultes consentants

### Meilleure actrice dans un second rôle
- Cate Blanchett pour le rôle de Katharine Hepburn dans Aviator
  - Laura Linney pour le rôle de Clara McMillen dans Dr Kinsey
  - Virginia Madsen pour le rôle de Maya Randall dans Sideways
  - Sophie Okonedo pour le rôle de Tatiana Rusesabagina dans Hôtel Rwanda
  - Natalie Portman pour le rôle de Jane "Alice Ayres" Jones dans Closer, entre adultes consentants

### Meilleur scénario original
- Eternal Sunshine of the Spotless Mind - Charlie Kaufman, Michel Gondry, Pierre Bismuth
  - Aviator - John Logan
  - Hôtel Rwanda - Keir Pearson, Terry George
  - Les Indestructibles - Brad Bird
  - Vera Drake - Mike Leigh

### Meilleur scénario adapté
- Sideways - Alexander Payne, Jim Taylor
  - Before Sunset - Richard Linklater, Julie Delpy, Ethan Hawke, Kim Krizan
  - Neverland - David Magee
  - Million Dollar Baby - Paul Haggis
  - Carnets de voyage - José Rivera

### Meilleure photographie
- Aviator - Robert Richardson
  - Le Secret des poignards volants - Zhao Xiaoding
  - La Passion du Christ - Caleb Deschanel
  - Le Fantôme de l'Opéra - John Mathieson
  - Un long dimanche de fiançailles  - Bruno Delbonnel

### Meilleurs décors / Meilleure direction artistique
- Aviator - Dante Ferretti et Francesca Lo Schiavo
  - Les Désastreuses Aventures des orphelins Baudelaire (Lemony Snicket's A Series of Unfortunate Events) - Cheryl Carasik et Rick Heinrichs
  - Le Fantôme de l'Opéra - Celia Bobak et Anthony Pratt
  - Un long dimanche de fiançailles - Aline Bonetto
  - Neverland - Trisha Edwards et Gemma Jackson

### Meilleure création de costumes
- Aviator - Sandy Powell
  - Les Désastreuses Aventures des orphelins Baudelaire (Lemony Snicket's A Series of Unfortunate Events) - Colleen Atwood
  - [[Neverland (film)|Neverland]] - Alexandra Byrne
  - Ray - Sharen Davis
  - Troie - Bob Ringwood

### Meilleur mixage de son
- Ray - Scott Millan, Greg Orloff, Bob Beemer, Steve Cantamessa
  - Aviator
  - Le Pôle express
  - Spider-Man 2
  - Les Indestructibles

### Meilleur montage
- Aviator  - Thelma Schoonmaker
  - Collatéral - Jim Miller et Paul Rubell
  - Neverland - Matt Chesse
  - Million Dollar Baby - Joel Cox
  - Ray - Paul Hirsch

### Meilleur montage de son
- Les Indestructibles - Michael Silvers, Randy Thom
  - Le Pôle express - Randy Thom, Dennis Leonard
  - Spider-Man 2 - Paul N.J. Ottosson

### Meilleurs effets visuels
- Spider-Man 2
  - Harry Potter et le Prisonnier d'Azkaban
  - I, Robot

### Meilleur maquillage
- Les Désastreuses Aventures des orphelins Baudelaire (Lemony Snicket's A Series of Unfortunate Events) - Valli O'Reilly et Bill Corso
  - Mar adentro - Jo Allen et Manuel García
  - La Passion du Christ - Keith VanderLaan et Christien Tinsley

### Meilleure musique de film
- Neverland - Jan A. P. Kaczmarek
  - Les Désastreuses Aventures des orphelins Baudelaire (Lemony Snicket's A Series of Unfortunate Events) - Thomas Newman
  - Harry Potter et le Prisonnier d'Azkaban - John Williams
  - La Passion du Christ - John Debney
  - Le Village (The Village) - James Newton Howard

### Meilleure chanson originale
- Al otro lado del río (en) dans Carnets de voyage - Paroles et musique par Jorge Drexler
  - Accidentally in Love (en) dans Shrek 2 - Musique par Adam Duritz, Charles Gillingham, Jim Bogios, David Immerglück, Matt Malley et David Bryson ; paroles par Adam Duritz et Daniel Vickrey
  - Believe (en) dans Le Pôle express - Paroles et musique par Glen Ballard et Alan Silvestri
  - Learn to Be Lonely (en) dans Le Fantôme de l'Opéra - Musique par Andrew Lloyd Webber ; paroles par Charles Hart
  - Vois sur ton chemin dans Les Choristes - Musique par Bruno Coulais ; paroles par Christophe Barratier

### Meilleur film documentaire
- Camera Kids de Ross Kauffman et Zana Briski
  - L'Histoire du chameau qui pleure  de Luigi Falorni et Byambasuren Davaa
  - Super Size Me de Morgan Spurlock
  - Tupac: Resurrection de Lauren Lazin et Karolyn Ali
  - Twist of Faith de Kirby Dick et Eddie Schmidt

### Meilleur film en langue étrangère
- Mar adentro d'Alejandro Amenábar •  Espagne
  - La Chorale du bonheur (Så som i himmelen) de Kay Pollak •  Suède
  - Les Choristes de Christophe Barratier •  France
  - La Chute (Der Untergang) d'Oliver Hirschbiegel •  Allemagne
  - Yesterday de Darrell Roodt •  Afrique du Sud

### Meilleur film d'animation
- Les Indestructibles de Brad Bird
  - Gang de requins de Bill Damaschka
  - Shrek 2 de Andrew Adamson

### Meilleur court métrage (prises de vues réelles)
- Wasp de Andrea Arnold
  - Everything in This Country Must de Gary McKendry
  - Little Terrorist
  - 7:35 de la mañana
  - Two Cars, One Night

### Meilleur court métrage (documentaire)
- Mighty Times: The Children's March de Robert Hudson et Bobby Houston
  - Autism is a World  de Gerardine Wurzburg
  - The Children of Leningradsky  d'Hanna Polak et Andrzej Celinski
  - Hardwood (en) d'Hubert Davis (en) and Erin Faith Young
  - Sister Rose's Passion d'Oren Jacoby et Steve Kalafer

### Meilleur court métrage (animation)
- Ryan de Chris Landreth
  - Birthday Boy
  - Gopher Broke
  - Guard Dog
  - Lorenzo

### Oscar d'honneur
- Sidney Lumet

### Jean Hersholt Humanitarian Awards
- Roger Mayer

### Oscars scientifiques et techniques
Furent remis le 12 février 2005.

#### John A. Bonner Medal of Commendation
- Don Hall

#### Gordon E. Sawyer Awards
- Takuo Miyagishima

#### Oscars techniques
- 9 avancées furent citées pour l'Oscar de la contribution technique.
- Deux inventions reçurent l'Oscar scientifique et d'ingénierie sous la forme d'une plaque dorée.
- L'Oscar du mérite scientifique revient à :
  - Horst Burbulla, qui créa la Technocrane.
  - Jean-Marie Lavalou, Alain Masseron et David Samuelson pour le développement des Loumas.
- Un oscar spécial est allé à Arthur Widmer, qui développa l'ultraviolet et l'incrustation.

## Statistiques

### Nominations multiples
- 11 : Aviator
- 7 : Million Dollar Baby, Neverland
- 6 : Ray
- 5 : Sideways
- 4 : Les Indestructibles, Les Désastreuses Aventures des orphelins Baudelaire (film)
- 3 : Spider-Man 2, Vera Drake, Hotel Rwanda, La Passion du Christ, Le Fantôme de l'Opéra (film, 2004), Le Pôle express
- 2 : Eternal Sunshine of the Spotless Mind, Collatéral, Closer, entre adultes consentants, Carnets de voyage, Un long dimanche de fiançailles, Harry Potter et le Prisonnier d'Azkaban, Shrek 2, Les Choristes

### Récompenses multiples
- 5 / 11 : Aviator
- 4 / 7 : Million Dollar Baby
- 2 / 6 : Ray
- 2 / 4 : Les Indestructibles

### Les grands perdants
- 1 / 7 : Neverland
- 1 / 5 : Sideways
- 1 / 4 : Les Désastreuses Aventures des orphelins Baudelaire (film)
- 1 / 3 : Spider-Man 2
- 1 / 2 : Eternal Sunshine of the Spotless Mind
- 1 / 2 : Carnets de voyage
- 0 / 3 : Vera Drake
- 0 / 3 : Hotel Rwanda
- 0 / 3 : La Passion du Christ
- 0 / 3 : Le Fantôme de l'Opéra (film, 2004)
- 0 / 3 : Le Pôle express